# Reichstag zu Worms (Mai 1076)
Der Reichstag zu Worms im Mai 1076 war die zweite Reichsversammlung in diesem Jahr in Worms. Sie wurde von König Heinrich IV. auf Pfingsten 1076 einberufen und war eines der Ereignisse im Verlauf des Investiturstreits zwischen dem König und Papst Gregor VII.

## Vorgeschichte
In den vorangegangenen Monaten war der Streit zwischen König und Papst massiv eskaliert. Einzelne Stufen waren:
- 1075 hatte Heinrich IV. gegenüber dem Papst eine Politik eingeschlagen, die dessen Interesse und Ansprüche komplett ignorierte. Höhepunkt war, dass er im Erzbistum Mailand nach Verhandlungen mit den führenden Mailändern den mailändischen Adeligen Tedald als Erzbischof investierte, der zuvor Mitglied in der Hofkapelle Heinrichs IV. gewesen war. Die Ernennung erfolgte gegen den Kandidaten des Papstes, Atto. Weiter investierte Heinrich IV. ohne Absprache mit dem Papst, dem die Ernannten nicht einmal bekannt waren, Bischöfe in Fermo[Anm. 3] und Spoleto.[Anm. 4] Anschließend trat er in Verhandlungen mit dem vom Papst exkommunizierten normannischen Herzog Robert Guiskard ein, der weite Teile Süditaliens beherrschte und den Papst von dort bedrängte.[1]
- Daraufhin richtet Gregor VII. ein Schreiben an den König, das ihn am 1. Januar 1076 in Goslar erreichte, wo er Weihnachten verbracht hatte.[2] In dem Schreiben mahnte der Papst, die Bischofsernennungen zurückzunehmen und erinnerte an die Gehorsamspflicht eines christlichen Königs gegenüber dem Papst. Außerdem lud er den König vor die Fastensynode in Rom, die für den 14. Februar 1076 angesetzt war, um sich zu rechtfertigen. Sollte er nicht erscheinen, drohte der Papst ihm mit dem Kirchenbann.
- Um dem zuvor zu kommen berief Heinrich für den 24. Januar 1076 eine Reichsversammlung nach Worms ein.[3] Die hier versammelten Bischöfe kündigten dem Papst den Gehorsam auf und der König forderte Gregor VII. zum Rücktritt auf. → Hauptartikel: Hoftag zu Worms (1076)
- Gregor VII. erklärte daraufhin auf der Fastensynode in Rom König Heinrich IV. für abgesetzt und belegte ihn sowie eine Reihe der beteiligten Bischöfe mit dem Kirchenbann.
- Die Nachricht darüber erreichte Heinrich IV. zu Ostern 1076 in Utrecht. Die Kommunikation gegenüber der Öffentlichkeit zu dieser Entwicklung verlief desaströs: Erste Bischöfe verließen heimlich in der Nacht Utrecht. Bischof Wilhelm von Utrecht eröffnete zwar beim Ostergottesdienst, was geschehen war, und stellte klar, dass Aussagen und Maßnahmen eines unrechtmäßigen Papstes wirkungslos seien. Allerdings wurde unmittelbar darauf der Dom von einem Blitzschlag getroffen und brannte ab. In der mittelalterlichen Vorstellung war damit klar, dass der Papst Recht, der König Unrecht hatte: Die Unterstützung für die Sache des Königs begann massiv zu schwinden.[4]
- Der König reagierte darauf mit einer Einladung zu einer weiteren Reichsversammlung in Worms zu Pfingsten. Dort sollte der Papst in einem förmlichen Verfahren abgesetzt werden.[5]

## Vorbereitung
Geplant war ursprünglich, dass die drei ältesten deutschen Bischöfe, nämlich Wilhelm von Utrecht, Altwin von Brixen und Eberhard von Naumburg über den Papst zu Gericht sitzen sollten. Allerdings lief die Versammlung nicht wie geplant ab: Zunächst erkrankte Bischof Wilhelm und starb am 27. April 1076, noch bevor er Worms erreicht hatte. Auch das wurde von den Gegnern des Königs als göttliche Strafe gedeutet. Bischof Altwin von Brixen wurde auf dem Weg nach Worms von Graf Hartmann I. von Dillingen, einem Anhänger des Papstes, gefangen genommen.
Es entstand eine Koalition gegen Heinrich IV. Den Kern dieses Bündnisses bildeten die Herzöge Rudolf von Schwaben, Welf IV. von Baiern und Berthold I. von Kärnten, Markgraf von Verona sowie auf geistlicher Seite Erzbischof Gebhard von Salzburg und Bischof Altmann von Passau, die beide schon der Reichsversammlung in Worms im Januar ferngeblieben waren, die Bischöfe Hermann von Metz und Adalbero von Würzburg, die auf der Reichsversammlung im Januar noch zu denen gehört hatten, die dem Papst den Gehorsam aufkündigten und dem Patriarchen Sieghard von Aquileia.

## Teilnehmer
Als Teilnehmer sind neben dem König – auch Königin Bertha war in Worms anwesend – bekannt
- Erzbischof Siegfried von Mainz
- Erzbischof Hildolf von Köln
- Bischof Rupert von Bamberg
- Bischof Eberhard von Naumburg
- Bischof Konrad von Utrecht

Die Zahl der Teilnehmer an dieser Reichsversammlung war im Vergleich zu der vorangegangenen im Januar sehr geschrumpft. 

## Ergebnis
Die Reichsversammlung fand am 15. Mai 1076 statt. Da aber das ursprünglich vorgesehene kirchenrechtliche Verfahren gegen den Papst nicht durchgeführt werden konnte, da zwei der drei Richter ausgefallen waren, und zudem die oberdeutschen Herzöge fernbleiben, kam die Versammlung zu keinem Beschluss. Sie wurde auf den 29. Juni 1076 (Peter und Paul) nach Mainz vertagt.